# Joep Konings
Jozef (Joep) Konings (Antwerpen, 24 mei 1967) is professor economie en hoofd van de economiegroep aan de University of Liverpool Management School. Hij is ook directeur van het Vlaams Instituut voor Economie en Wetenschap (VIVES) aan [KU Leuven] en research fellow van het Center for Economic Policy Research in Londen. Van 2008 tot 2010 werkte hij als adviseur economie voor het kabinet Barroso in de Europese Commissie, in het Bureau of European Policy Advisers (BEPA).

## Carrière
Joep Konings behaalde zijn Licentiaat in de Toegepaste Economische Wetenschappen aan de Universiteit Antwerpen in 1989, zijn Master in de Economie aan de London School of Economics and Political Sciences in Londen (1990). Aan die laatste universiteit doctoreerde hij ook in 1994, als student van Nobelprijswinnaar Christopher Pissarides.
In 1997 werd hij hoofddocent aan de KU Leuven en directeur van LICOS, het toenmalig Leuvens Instituut voor Centrale en Oost-Europese Studies. In 2004 stopte hij hiermee om Decaan van de Faculteit voor Economie en Bedrijfswetenschappen van de KU Leuven te worden. In die hoedanigheid stond hij mee aan de wieg van VIVES in 2008.
In 2008 liet Joep Konings de academische wereld achter zich om het Bureau of European Policy Advisors (BEPA) van de Europese Commissie te versterken, als adviseur economie in het kabinet van Europees President J.M. Barosso. In 2010 keerde hij terug naar KU Leuven, naar eigen zeggen omdat hij in de eerste plaats een onderzoeker is en op die manier op het beleid wil wegen. Echter is hij nu decaan aan Universiteit Nazarbayev in Kazachstan.
In 2010 werd hij directeur van VIVES, KU Leuven, een onderzoekscentrum dat onderzoek doet naar de sociaaleconomische ontwikkeling van regio's, met focus op Vlaanderen. Daarnaast heeft Konings een uitgebreide internationale ervaring als visiting fellow bij de Federal Reserve Bank in New York, IZA; Institute of Labour Economics, Bonn; Ljubljana University; Nazarbayev University in Astana Kazachstan; Dartmouth College, VS; Trinity College in Dublin en het IMF.

## Standpunten
Joep Konings behaalde een prestigieuze Methusalem-beurs voor zijn onderzoek naar de granulariteit van de economie. Via empirisch onderzoek wil hij daarin onderzoeken hoe en waarom bepaalde bedrijven meer op een economie kunnen wegen dan andere. Het doel is om economische schokken zoals de crisis van 2009 beter te kunnen voorspellen, iets wat niet mogelijk gebleken is vanuit de macroeconomie. Vanuit dit opzicht verspreidt hij via VIVES regelmatig artikels met resultaten van het onderzoek en concrete maatregelen die beleidsmakers kunnen nemen om de Vlaamse economie gezond te maken/houden. Als promotor van het Steunpunt Economie en Ondernemen, doen hij en zijn team in opdracht van Vlaanderen ook gericht onderzoek naar de effecten van de Vlaamse beleidsmaatregelen.